# يوهان هاينريش فون بيرنستورف
يوهان هاينريش غراف فون بيرنستورف (14 نوفمبر/تشرين الثاني 1862- 6 أكتوبر 1939): سياسي وسفير في الولايات المتحدة منذ عام 1908 حتى عام 1917.

## النشأة
وُلد عام 1862 في لندن، كان ابناً لأحد أقوى السياسيين في المملكة البروسية. كسب والده الكونت ألبريخت فون بيرنستورف كوزير لخارجية بروسيا غضب الدوق أوتو فون بسمارك في الأزمة الدستورية البروسية بين عامي 1859-1866. استقال فون بيرنستورف مبالغاً في تقدير قوته السياسية، بسبب خلاف على الدستور متوقّعاً أنه سيجبر الحكومة البروسية على اتباع رغبته. مع ذلك، قبل الإمبراطور تحدي بيرنستورف سيء التقدير وعيّن فون بسمارك مستشاراً ووزيراً للخارجية.
انتقد الكونت ألبريخت لبقية حياته أسلوب بسمارك المكيافيلي في الحكم. في عام 1986 شغل بيرنستورف منصب سفير في محكمة سانت جيمس. على مدار الأحد عشر عاماً التالية ترعرع بيرنستورف الصغير في إنكلترا حتى وفاة والده في عام 1873. بعد انتقاله إلى ألمانيا التحق يوهان فون بيرنستورف بمدرسة ثانوية للأدب الإنساني في دريسدن حيث تخرج منها بشهادة بكلوريوس في عام 1881. في حين أن حلم فون بيرنستورف كان الحصول على مهنة دبلوماسية، إلا أن النزاع العائلي مع بسمارك جعل تعيينه في السلك الدبلوماسي شيئاً مستحيلاً. وكنتيجة لذلك انضم إلى الجيش البروسي مدة الثماني سنوات الللاحقة من حياته حيث خدم في وحدة مدفعية في برلين.
بعد انتخابه عضواً في الرايخستاغ نجح أخيراً في إقناع البسماركيين بتسوية الخلاف مع الأب المتوفي منذ فترة طويلة. في عام 1887 تزوج فون بيرنستورف من الألمانية الأمريكية جين لاكماير. كانت مواطنة من مدينة نيويورك وابنة تاجر حرير ثري.

## التعيينات الدبلوماسية الأولى
كانت مهمته الدبلوماسية الأولى في القسطنطينية حيث شغل منصب ملحق عسكري. عمل في السفارة الألمانية في بلغراد منذ عام 1892 حتى عام 1894. بعد مهمة قصيرة إلى سانت بطرسبرغ، ثُبّت بيرنستورف في ميونخ لفترة قبل أن يصبح السكرتير الأول للسفارة الألمانية في لندن(1902-1906). برزت مهارات برنستورف الدبلوماسية في برلين خلال الأزمة المغربية الأولى عام 1905. شغل من بعدها منصب القنص العام في القاهرة (1906-1908).
اتفق فون بيرنستورف مع سياسات بيسمارك ضمنياً على الرغم من مشاكل عائلته مع أتباع بيسمارك، وخاصة مع قرار تأسيس الرايخ الألماني بدون النمسا عام 1817. دعم فون بيرنستورف بشدة تقارب العلاقات الألمانية البريطانية واعتبر سياسات فيلهيلم الثاني «طائشة».

### سفير في الولايات المتحدة
في عام 1908 تم تعيين فون بيرنستورف السفير الألماني للولايات المتحدة. وتم استدعاؤه إلى ألمانيا في 7 يوليو عام 1914 لكنه عاد في 2 أغسطس فورَ اندلاع الحرب العالمية الأولى. تم اكتشف لاحقاً أنه تم تجنيده في عمل استخباراتي وأُمر بمساعدة مساعي الحرب الألمانية بكل الطرق الضرورية.
تم تزويده أيضاً بصندوق زواحف كبير لتمويل هذه العمليات.  بدأ بمحاولات لمساعدة الألمان الأمريكيين الذين كانوا يرغبون بالعودة إلى وطنهم للقتال من خلال تزوير جوازات السفر كي يفلتوا من حصار الحلفاء لألمانيا.  اتسمت فترة تولّيه منصب السفير عموماً في واشنطن بأنها كانت معركة دبلوماسية مع السفير البريطاني، السيد سبرنغ رايس، حيث حاول كلاهما التأثير على موقف الحكومة الأمريكية بشأن الحرب.
مع ذلك، عندما بدأ الحصار لاحقاً بمنع الشركات الأمريكية المصنّعة للذخائر من التعامل مع ألمانيا، بدأ السفير بتمويل مهام التخريب لعرقلة شحنات الأسلحة لأعداء ألمانيا.  تضمنت بعض الخطط تدمير قناة ويلاند التي تلتف حول شلالات نياغرا. كانت تلك المحاولة في سبتمبر عام 1914 لكنها انتهت بالفشل. كما بدأت أيضاً في عام 1914 المهمة الدبلوماسية الألمانية بدعم حركة الهنود المغتربين من أجل الاستقلال.
حصل بيرنستورف على المساعدة من قبل الكابتن فرانز فون بابن الذي سيصبح فيما بعد مستشاراً لألمانيا، والكابتن كارل بوي ايد الذي سيصبح ملحقاً بحرياً. كان الملحق التجاري، هاينرش ألبرت، هو المسؤول المالي عن عمليات التخريب. عُرف عن بابن والقنصل الألماني في سان فرانسسكو مشاركتهما الكبيرة في المؤامرة الهندية الألمانية، وخاصة في مؤامرة آني لارسن لتهريب الأسلحة. على الرغم من أن بيرنستورف أنكر رسمياً أيا معرفة بذلك، لكن معظم الروايات تؤكد أن ذلك كان جزءاً من الهجوم الاستخباراتي والتخريبي الألماني في أمريكا ضد بريطانيا، وكان بيرنستورف واحداً من المتورطين بذلك بشكل معقد.
بعد الاستيلاء على آني لارسن ومصادرة شحنتها، بذل بيرنستورف جهوده لاستعادة الأسلحة البالغة قيمتها 200.000 دولار أمريكي مصراً على أنها كانت مخصصة للعقيد بول فون ليتو-فوربيك في شرق أفريقيا الألمانية. لكن كانت هذه المحاولات بلا جدوى، وتم بيع الأسلحة بالمزاد العلني. تلقى بيرنستوف برقية من وزارة الخارجية الألمانية في شهر ديسمبر من السنة ذاتها تأمره باستهداف السكك الحديدية الكندية.
في 1 يناير عام 1915 تم تفجير مصنع روبلينغ للأكبال والأسلاك في ترنتون، نيوجيرسي. في 28 يناير غرقت سفينة تجارية أمريكية تحمل القمح إلى بريطانيا. في 2 فبراير عام 1915 تم اعتقال الملازم فيرنر هورن بعد تفجير جسر فانكيبورو الدولي. ساعد بيرنستورف أيضاً في عام 1915 بترتيب ما أصبح يعرف فيما بعد بمؤامرة الفينول الكبيرة في محاولة لنزع الفينزل من عملية إنتاج المتفجرات الشديدة الانفجار في الولايات المتحدة (والذي كان سيتم بيعه إلى البريطانيين)، ودعم الشركات الكيميائية الألمانية التي كانت تصنع الأسبرين وطلائعه وحمض الساليسيليك. في سبتمبر عام 1915 حاول عملاؤه التأثير على المفاوضات بين البنوك الأمريكية واللجنة المالية الأنكليزية الفرنسية، لكنهم فشلوا في عرقلة الوصول إلى اتفاق. في يوليو عام 1916 كان انفجار بلاك توم العملية التخريبية الأكثر إثارة.
تم فضح العديد من نشاطات بيرنستورف الأخرى من قبل المخابرات البريطانية عندما حصلوا على صورة له «يلبس زيّ السباحة ويلف ذراعيه حول امرأتين بثياب متشابهة، وليست أيٌّ منهما زوجته» وقاموا بتوزيعها على الصحف. تمت إعادة بيرنستورف إلى موطنه في 3 فبراير عام 1917، عندما قطع وودرو ويلسون العلاقات الدبلوماسية مع ألمانيا بعد استئناف حرب الغواصات المفتوحة. بعد تلقّي الأنباء كتب له العقيد إدوارد م.هاوس «سيأتي اليوم الذي سيعرف فيه الشعب في ألمانيا أهمية ما فعلته لأجل بلدك في أمريكا.»
في عام 1910، منحت جامعة براون بيرنستورف شهادة دكتوراه فخرية في الحقوق. في حفلة تخرج الكليّة عام 1918 (عندما كانت الحرب العالمية الأولى مندلعة)، قرأ رئيس الجامعة ويليام فاونس على مجلس الزملاء قراراً بإلغاء الشهادة، لأنه «عندما كان سفيراً لحكومة ألمانيا الملكية في الولايات المتحدة وبينما كانت الدول ما تزال في حالة سلام، كان بيرنستورف مذنباً بسلوكه المُشين كرجل ودبلوماسي.»

### سفير الامبراطورية العثمانية

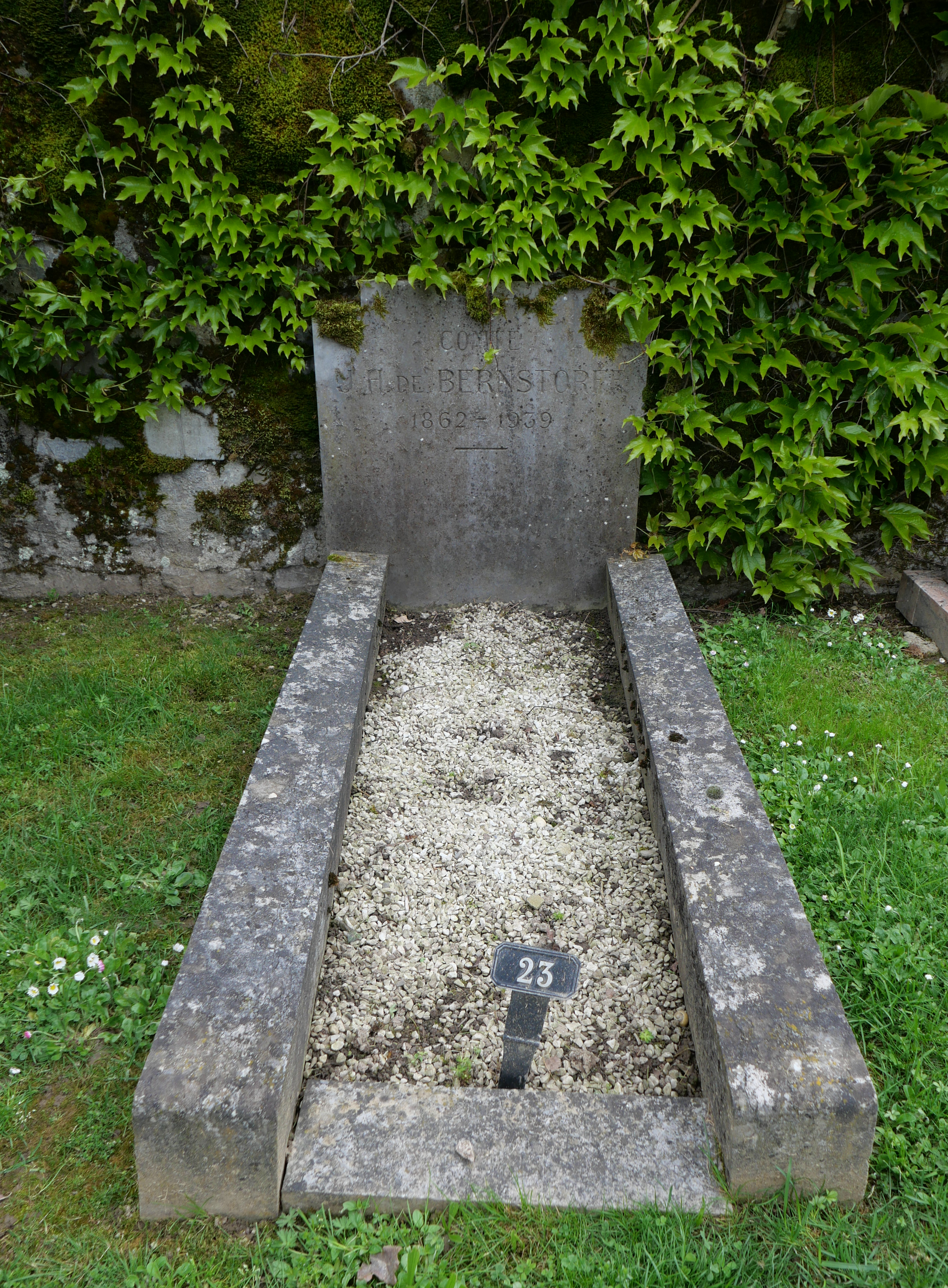
القبر في عام 2024.

تولّى منصبه كسفير للإمبراطورية العثمانية في عام 1917. أقرّ بيرنستورف أن السياسة العثمانية ضد الأرمن كانت إبادة عرقية. قدّم بيرنستورف رواية مفصّلة للمجازر في مذكراته التي عنونها «مذكرات الكونت بيرنستورف». يروي بيرنستورف في مذكراته محادثة له مع طلعت باشا بعد حدوث المجازر قائلاً: «عندما واصلت مضايقته بالمسألة الأرمنية، قال ذات مرّة مبتسما: ماذا الذي تريده؟ لقد تم حل السؤال، لم يعد يوجد هناك المزيد أرمن».

### جمهورية فايمر
تم اقتراح بيرنستورف كوزير للخارجية في حكومة فيليب شيدمان عام 1919، لكنه رفض هذا المنصب وترك السلك الدبلوماسي. أصبح عضواً مؤسساً في الحزب الديمقراطي الألماني (Deutsche Demokratische Partei) وعضواً في البرلمان الألماني بين عامي 1921-1928. كان أول رئيس للرابطة الألمانية لعصبة الأمم، ورئيس الاتحاد العالمي لجمعيات عصبة الأمم وعضواً في كل بعثة ألماني إلى عصبة الأمم.
في عام 1926، أصبح رئيساً للجنة كورت بلومينفيلد الصهيونية الألمانية المؤيدة لفلسطين (Deutsches Pro-Palästina Komitee) لدعم تأسيس دولة يهودية في فلسطين. منذ عام 1926 حتى عام 1931 كان رئيساً للوفد الألماني إلى مؤتمر نزع السلاح العالمي التمهيدي.
بيرنستورف الذي ذُكر بشكل صريح من قبل هتلر على أنه أحد أكثر الرجال الذين «يحملون ذنب ومسؤولية انهيار ألمانيا»، غادر ألمانيا في عام 1933 بعد أن وصل النازيون إلى السلطة وانتقل إلى جنيف، سويسرا، حيث توفي في 6 أكتوبر عام 1939. وقد وجد مثواه الأخير في مقبرة جينثود، على بعد أمتار قليلة من قبر صهره ريموند دي بورتاليس، الذي كان سكرتيره في السفارة في واشنطن العاصمة.

## روابط خارجية
- يوهان هاينريش فون بيرنستورف على موقع الموسوعة البريطانية (الإنجليزية)